# Tchajachi
Tchajachi (en géorgien: ჩაჟაში) est un village de la municipalité de Mestia, dans la région de Mingrélie-et-Haute-Svanétie en Géorgie. Il est situé dans les contreforts sud des montagnes du Grand Caucase, dans la haute vallée de la rivière Inguri, à une altitude de 2 160 mètres. Le village fait partie de la région historique de Svanétie et de la communauté d'Ushguli. Ses structures médiévales fortifiées sont inscrites sur le registre des monuments culturels immobiliers d'importance nationale de Géorgie et inscrites au patrimoine mondial de l'UNESCO au sein de la haute Svanétie.

## Géographie
Tchajachi est la principale entité d'Ushguli, un conglomérat de quatre villages et l'un des lieux habités les plus hauts d'Europe. Selon la subdivision actuelle de la Géorgie, le village fait partie de la municipalité de Mestia, au confluent des rivières Enguri et Shavtskala. La ville de Mestia est située à environ 45 kilomètres à l'ouest.

## Héritage culturel
Tchajachi abrite des dizaines de structures datant des périodes médiévale et moderne de l'histoire de la Géorgie. Parmi celles-ci se trouvent treize maisons-tours svanétiennes (structure typiquement de trois à cinq étages attachée aux maisons familiales) en bon état de conservation, ainsi que quatre châteaux médiévaux, dont l'un est nommé château de Tamar en référence à la reine Tamar de Géorgie, qui, selon la tradition folklorique locale, l'aurait utilisée comme résidence d'été. Il y a également deux églises en pierre et plusieurs bâtiments annexes. Les églises, dont l'une est nommée Saint-Georges et l'autre Sauveur, datent respectivement des 10e et 11e-12e siècles. La première fait partie du château de Tamar, la seconde est décorée de fresques. Plusieurs monuments de Tchajachi ont été endommagés par une avalanche importante (en) en janvier 1987. À partir de 2000, le gouvernement géorgien et le Comité national du Conseil international des monuments et des sites (ICOMOS Géorgie) ont présidé une recherche multidisciplinaire sur le patrimoine culturel du village et restauration ainsi que sur les projets de conservation.

## Population
Tchajachi est un petit hameau, avec une population permanente de seulement 28 personnes, au recensement national de 2014, tous svanes, un sous-groupe ethnique géorgien.
| Population | 2002 | 2014 |
| ---------- | ---- | ---- |
| Total      | 34   | 28   |